# 6161 Vojno-Yasenetsky
6161 Vojno-Yasenetsky è un asteroide della fascia principale. Scoperto nel 1971, presenta un'orbita caratterizzata da un semiasse maggiore pari a 2,7888799 UA e da un'eccentricità di 0,2291099, inclinata di 8,97394° rispetto all'eclittica.